# Villa Guardia
Villa Guardia is een gemeente in de Italiaanse provincie Como (regio Lombardije) en telt 6879 inwoners (31-12-2004). De oppervlakte bedraagt 7,7 km², de bevolkingsdichtheid is 842,59 inwoners per km².
De volgende frazioni maken deel uit van de gemeente: Maccio, Civello, Masano, Brugo, Mosino.

## Demografie
Villa Guardia telt ongeveer 2748 huishoudens. Het aantal inwoners steeg in de periode 1991-2001 met 9,0% volgens cijfers uit de tienjaarlijkse volkstellingen van ISTAT.
| Jaar | Inwoneraantal |
| ---- | ------------- |
| 1991 | 5952          |
| 2001 | 6487          |

## Geografie
De gemeente ligt op ongeveer 350 m boven zeeniveau.
Villa Guardia grenst aan de volgende gemeenten: Bulgarograsso, Cassina Rizzardi, Colverde, Grandate, Luisago, Lurate Caccivio, Montano Lucino.